# Fincharn Castle
Fincharn Castle, også kendt som Fionchairn Castle og Glassery Castle, er ruinen af en borg fra middelalderen, der ligger nær Ford på den sydvestlige bred af Loch Awe, Skotland.
Borgen blev sandsynligvis opført omkring år 1240, hvilket var det år, hvor Giolla Easbaig Mac Giolla Chríost fik tildelt Fincharns jorde af Alexander 2. af Skotland.
Borgen er tilsyneladende identisk med én der nævnes i en korrespondance mellem Alasdair Óg Mac Domhnaill og Edward 1. af England i 1297. Ifølge denne korrespondance erobrede Alasdair Óg seized kontrollen over baroniet og borgen "Glasrog" fra Steward af Skotland som følge af Stewarden illoyalitet overfor den engelske konge.
Borgen kan have været en af de tre borge, som nævnes i en korrespondance imellem Eóin Mac Dubhghaill og Edward 1. i 1308 eller 1309, hvor Eóin havde en garnison på borgen på vegne af den engelske konge.
I dag fremstår bygningen som en ruin og den er scheduled ancient monument.